# Ред-Рок (река, впадает в Кларк-Каньон)
Ред-Рок (Рэд-Рок-Ривер; англ. Red Rock River) — река в Монтане на Западе США. Приток водохранилища Кларк-Каньон. Протекает в юго-западной части штата, по территории округа Биверхед. Длина реки — 110 км (70 миль). Площадь водосборного бассейна — 5995 км² (примерно 1481485 акров).
Ред-Рок начинается в верхней части долины Сентенниал, вытекая из озера Лоуэр-Ред-Рок на высоте 2014 м над уровнем моря. Генеральным направлением течения реки до городка Лайма является запад, далее — северо-запад. На высоте 1690 м над уровнем моря впадает в ирригационное водохранилище Кларк-Каньон, построенное в 1964 году. Ранее, до наполнения водохранилища, Ред-Рок была правой составляющей реки Биверхед.